# Slag bij Elandslaagte
De Slag bij Elandslaagte (21 oktober 1899) was een veldslag in de Tweede Boerenoorlog en een van de weinige waarin de Britten een duidelijke tactische overwinning behaalden. De Britse troepenmacht trok zich daarna echter terug en verspeelde hiermee haar voordeel.

## Vooraf
Toen de Boeren Natal binnenvielen, bezette een troepenmacht onder leiding van generaal Jan Kock op 19 oktober 1899 het treinstation van Elandslaagte. Hierdoor werd de verbinding (waaronder die van de telegraaf) tussen de belangrijkste Britse strijdmacht bij Ladysmith en een detachement bij Dundee verbroken. De strijdkrachten van Jan Kock bestonden voornamelijk uit mannen van het Johannesburg Commando met detachementen van Duitse, Franse, Nederlandse, Amerikaanse en Ierse oorlogsvrijwilligers. 
Toen luitenant-generaal Sir George White hoorde dat de telegraaf was verbroken, stuurde hij zijn cavaleriecommandant, generaal-majoor John French om het station te heroveren. Op 21 oktober 1899 kwam John French ter plaatse aan, maar hij constateerde dat de Boeren veel sterker waren en bovendien in het bezit van twee kanonnen. Hij telegrafeerde naar Ladysmith voor versterkingen, die kort daarna per trein arriveerden.

## De aanval
Terwijl drie batterijen Britse veldkanonnen de Boerenpositie bombardeerden, rukte het 1st Battalion van het Devonshire Regiment, onder bevel van kolonel Ian Hamilton, op via de linkerflank van de Boeren. De lucht was gestaag donkerder geworden door naderende onweerswolken. Terwijl de Britten hun aanval deden, barstte de storm los. In het slechte zicht en de stromende regen moest de Britse infanterie langs een hek van prikkeldraad opmarcheren, waarin verschillende soldaten verstrikt raakten en daarna werden doodgeschoten.
Ondanks deze onverwachte tegenslag wisten de Britten het prikkeldraadhek door te snijden en af te breken en uiteindelijk het grootste deel van de Boerenpositie te bezetten. Terwijl enkele kleine groepen Boeren al witte vlaggen lieten zien, zette generaal Kock een tegenaanval in. Hij dreef de Britse infanterie terug in verwarring. Geïnspireerd door Ian Hamilton (en naar verluidt door een hoornblazer van de Manchesters en een Pipe Major van de Gordons) hergroepeerden ze zich en vielen opnieuw aan. Vele Boeren werden daarbij gedood of gewond. 
Terwijl de ontsnapte Boeren hun paarden bestegen en zich probeerden terug te trekken, werden zij achtervolgd door twee eskadrons Britse cavalerie (van de 5e Lancers en de 5e Dragoon Guards), uitgerust met lansen en sabels. Vele Boeren werden hierbij gedood. De twee veldkanonnen vielen in Britse handen. Ze bleken oorspronkelijk Brits te zijn en waren veroverd door de Boeren bij de Jameson Raid.

## Na afloop
De overwinning maakte de weg nu vrij voor het Britse detachement in Dundee om terug te vallen op de Britse hoofdmacht, maar Sir George White vreesde dat 10.000 Boeren van de Oranje Vrijstaat op het punt stonden Ladysmith aan te vallen en beval de troepenmacht in Elandslaagte zich terug te trekken. De Britten waren bovendien moe en veel officieren waren omgekomen en de terugtocht was wanordelijk. Het detachement bij Dundee was opnieuw geïsoleerd en moest een vermoeiende omweg maken voordat ze in veiligheid konden komen. De Boerencommando's bezetten Elandslaagte twee dagen later opnieuw.
Generaal Kock was gewond geraakt tijdens de slag en was door de Britten gevangengenomen. Kock overleed tien dagen later in krijgsgevangenschap te Ladysmith. Ook Adolf Schiel werd door de Britten gevangen. Hij keerde na de oorlog terug naar Duitsland, waar hij in 1903 overleed als gevolg van de verwondingen die hij tijdens de slag bij Elandslaagte had opgelopen.
Onder de Britse doden was kolonel John James Scott-Chisholme, commandant van de Imperial Light Horse.

## Het Hollanderkorps

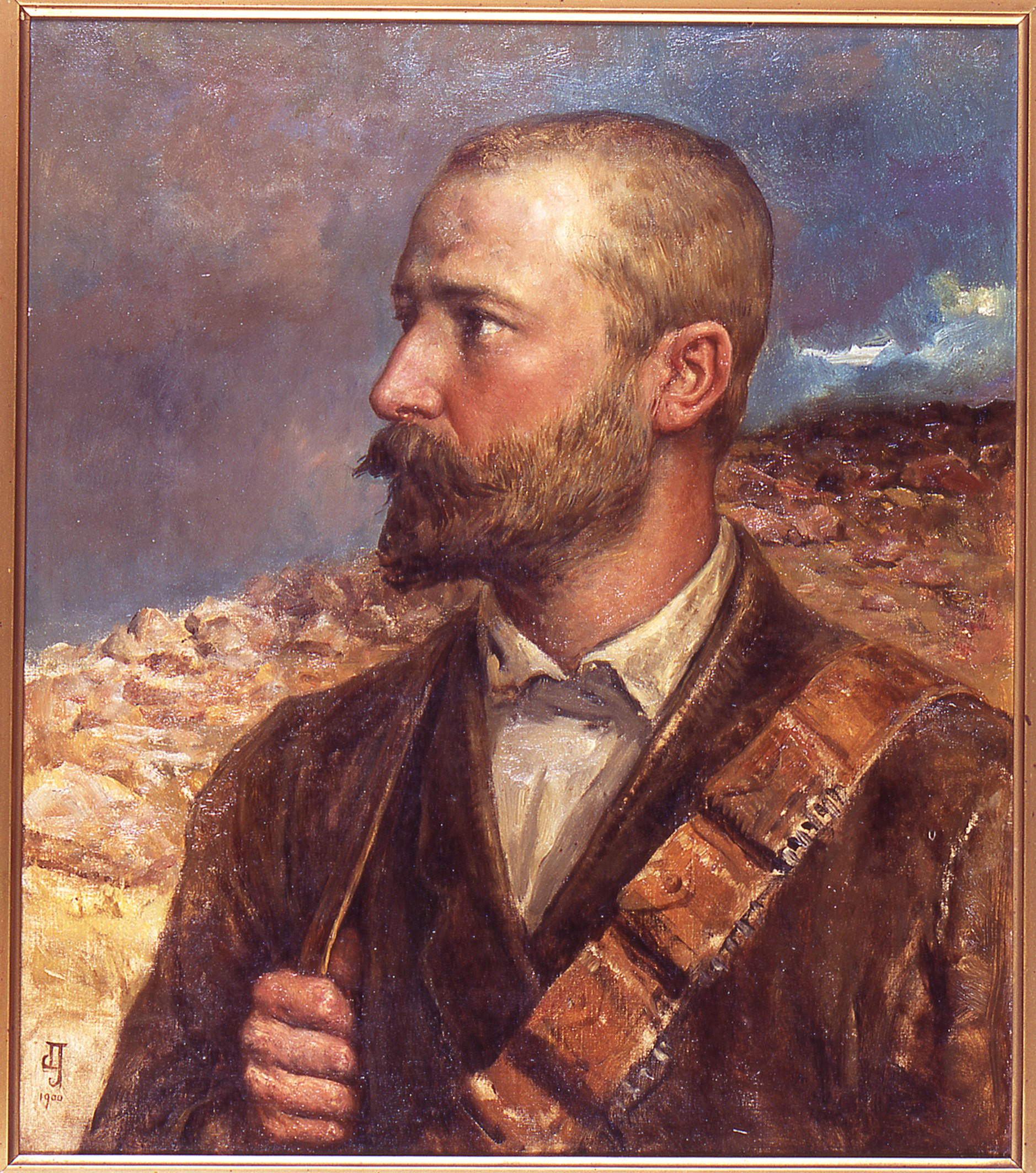
Portret van Herman Jacob Coster

De Slag bij Elandslaagte was de enige slag (en ook meteen de laatste) waaraan het Hollanderkorps heeft deelgenomen. Het Hollanderkorps was een maand eerder opgericht en bestond uit een groep van ca. 150 Nederlandse en Belgische vrijwilligers. Tijdens de slag werden van het Hollanderkorps negen vrijwilligers gedood. Dit waren Herman Coster, samen met collega-officier Cars Geerts de Jonge en zeven soldaten: P.J. van den Broek, H. van Cittert, J.A. Lepeltak Kieft, Jan Moora, J.Th. Rummeling, M. Schaink en F.W. Wagner. Nog eens 35 Nederlanders werden door de Britten gevangengenomen.  
Onder de krijgsgevangenen bevond zich Willem Frederik Mondriaan (broer van de Nederlandse kunstenaar Piet Mondriaan) die tijdens de slag gewond raakte. Hij werd later als krijgsgevangene naar Sint-Helena gestuurd en keerde in 1903 terug naar Zuid-Afrika. Cornelis Vincent 'Cor' van Gogh, de broer van de Nederlandse kunstenaar Vincent van Gogh, vocht ook in de slag waar hij gewond raakte en gevangen werd genomen. Hij stierf kort daarna. 
De generaals van de Boeren waren diep ontevreden over het optreden van het Hollanderkorps en het werd na de slag ontbonden. Toch bleven enkele honderden Nederlandse vrijwilligers vechten in Boerregimenten. 
Kraaipan · Kimberley · Talana Hill · Elandslaagte · Ladysmith (Slag) · Ladysmith (Beleg) · Belmont · Graspan · Modderivier · Stormberg · Magersfontein · Colenso · Spionkop · Vaalkrans · Paardeberg · Boven Tugela · Ladysmith (ontzet) · Poplar Grove · Driefontein · Slag bij Sannaspos · Boshof · Mafeking · Doornkop · Fabersput · Diamond Hill · Witpoort · Elandsrivier (1) · Bergendal · Bothaville · Rhenosterkop · Leliefontein · Nooitgedacht · Helvetia · Middelfontein · Hartbeesfontein · Groenkloof · Duivelskloof · Elandsrivier (2) · Bloedrivierpoort · Bakenlaagte · Groenkop · Tweebosch · Hartrivier · Rooiwal